# Arnold Schenner
Arnold Schenner (* 16. Juni 1949 in Bad Goisern) ist ein ehemaliger oberösterreichischer sozialdemokratischer Politiker und Landtagsabgeordneter, der in Gmunden lebt. Schenner ist verheiratet und Vater eines bereits erwachsenen Sohnes.

## Ausbildung und Beruf
Nach dem Besuch des Bundesgymnasiums Bad Ischl, welches er mit Matura abschloss, absolvierte Schenner eine Ausbildung zum Berufsberater und eine AMS-interne Managementausbildung. Von 1983 bis 2009 war er Leiter des Arbeitsmarktservices Gmunden.

## Politik
Seine politische Karriere begann 1979 im Gmundner Gemeinderat, wo er von 1989 bis Oktober 1995 Stadtrat war sowie einige Jahre auch Stadtparteivorsitzender.
Von 5. Oktober 1995 bis 28. September 2011 gehörte Schenner dem OÖ Landtag an. Nebenbei war Schenner auch bis Jänner 2012 als ASKÖ-Bezirksobmann tätig.